# نهر وادي الميس
نهر وادي المَيس هو نهر في وسط جنوب إسبانيا. يجري بين مقاطعتي قرطبة وثيُداد ريال ويصب في نهر يانة. من روافده نهر الكدية.